# Echiochilon johnstonii
Echiochilon johnstonii är en strävbladig växtart som beskrevs av Georg Cufodontis. Echiochilon johnstonii ingår i släktet Echiochilon och familjen strävbladiga växter. Inga underarter finns listade i Catalogue of Life.